# 山野清二郎
山野 清二郎（やまの せいじろう、1942年 - ）は、日本の上代文学研究者。埼玉大学教養学部名誉教授。勲等は瑞宝中綬章。平安時代の漢文学や万葉集を研究している。

## 略歴
- 1965年　埼玉大学文理学部文学科卒業
- 1973年　東京教育大学大学院文学研究科修士課程修了
- 1974年　埼玉大学教養部専任講師
- 1975年　埼玉大学教養部助教授
- 1983年　埼玉大学教養部教授
- 1995年　埼玉大学教養学部教授
- 2007年　鎌倉女子大学特任教授

また、川越市立博物館協議会の会長も務めている。

## 栄典
- 2022年4月　春の叙勲で瑞宝中綬章受章[3][4][5]

## 論文
- 「藤原不比等の詩苑」、埼玉大学紀要 人文科学篇 (23), p1-10, 1975年
- 「『懐風藻』の詩風の変遷」『漢文学会会報』第34号、1975年
- 「藤原武智麻呂小考 -その作品ゼロをめぐって」、埼玉大学紀要 人文科学篇 (24), p1-5, 1975年
- 「長屋王詩苑の崩壊」、埼玉大学紀要 人文科学篇 (25), p11-16, 1976年
- 「十市皇女の歌」、埼玉大学紀要 人文科学篇 (26), p93-97, 1977年
- 「『万葉集』巻一巻頭歌の一解釈」、埼玉大学紀要 人文科学篇 (28), p17-22, 1979年
- 「『かなし』の原義」、埼玉大学紀要 社会科学篇 (29), p33-44, 1981年
- 「安倍朝臣広庭考」、埼玉大学紀要 人文科学篇 (30), p37-49, 1981年
- 「春日蔵首老の詩歌」、埼玉大学紀要 人文科学篇 (31), p1-16, 1982年
- 「『和漢朗詠集』中の日本漢詩について」『中国文化』第42号、1984年
- 「藤原夫人(五百重娘)と不比等」、埼玉大学紀要 人文科学篇 (35), p1-11, 1986年
- 「『前玉之小埼乃沼』の歌一解」、埼玉大学紀要 人文科学篇 (38), p1-13, 1989年
- 「漢文と歌との縁―『万葉集』巻十六に見る」埼玉大学紀要（人文科学篇）、1993年
- 「『懐風藻』から『万葉集』を見る」『和漢比較文学叢書9　万葉集と漢文学』、汲古書院、1993年
- 「校注武蔵三芳野名勝図会』川越市立図書館、1994年
- 「後深草院二条の武蔵国の足跡」埼玉県史研究（学術雑誌、1999年）
- 「武蔵国と万葉歌」埼玉史談（学術雑誌、2001年）
- 「『川越探麺』から『多濃武の雁』へ」埼玉史談（学術雑誌、2004年）
- 「莫逆の友 河島皇子」、鎌倉女子大学紀要 15, 142-135, 2008年
- 「大宝二年春の詩宴」、鎌倉女子大学紀要 (17), 84-94, 2010年
- 「『懐風藻』 元日の詩」、鎌倉女子大学紀要 (20), 66-58, 2013年

## 著書
CiNii Books 山野清二郎

## 研究分野
- 日本上代文学
- 日本漢文学